# Hydnobolites
Hydnobolites är ett släkte av svampar som beskrevs av Louis René Tulasne och Charles Tulasne. Hydnobolites ingår i familjen Pezizaceae, ordningen skålsvampar, klassen Pezizomycetes, divisionen sporsäcksvampar och riket svampar.
Släktet innehåller bara arten Hydnobolites cerebriformis.